# Lori des palmiers
Vini palmarum
Espèce
Statut de conservation UICN

 VU B1b(iii,v)c(ii,iii); C2a(i) : Vulnérable
Statut CITES
Le Lori des palmiers (Vini palmarum) est une espèce d'oiseau appartenant à la famille des Psittacidae.

## Description
Cette espèce est proche du Lori strié et comme lui présente un plumage essentiellement vert. Le mâle arbore une marque rouge sous le bec, plus discrète ou inexistante chez la femelle. Le bec, les iris et les pattes sont orange.
Cet oiseau mesure environ 17 cm.

## Répartition
Le Lori des palmiers vit en Mélanésie (îles Santa Cruz et Vanuatu), jusqu'à 1 000 m d'altitude.